# Санкт-Георген-ам-Лайтагебирге
Санкт-Георген-ам-Лайтагебирге (нем. Sankt Georgen am Leithagebirge) — посёлок в Австрии, в федеральной земле Бургенланд.
Входит в состав округа Айзенштадт. Население 2002 чел. Занимает площадь 14,19 км².